# Giấy không thấm mỡ

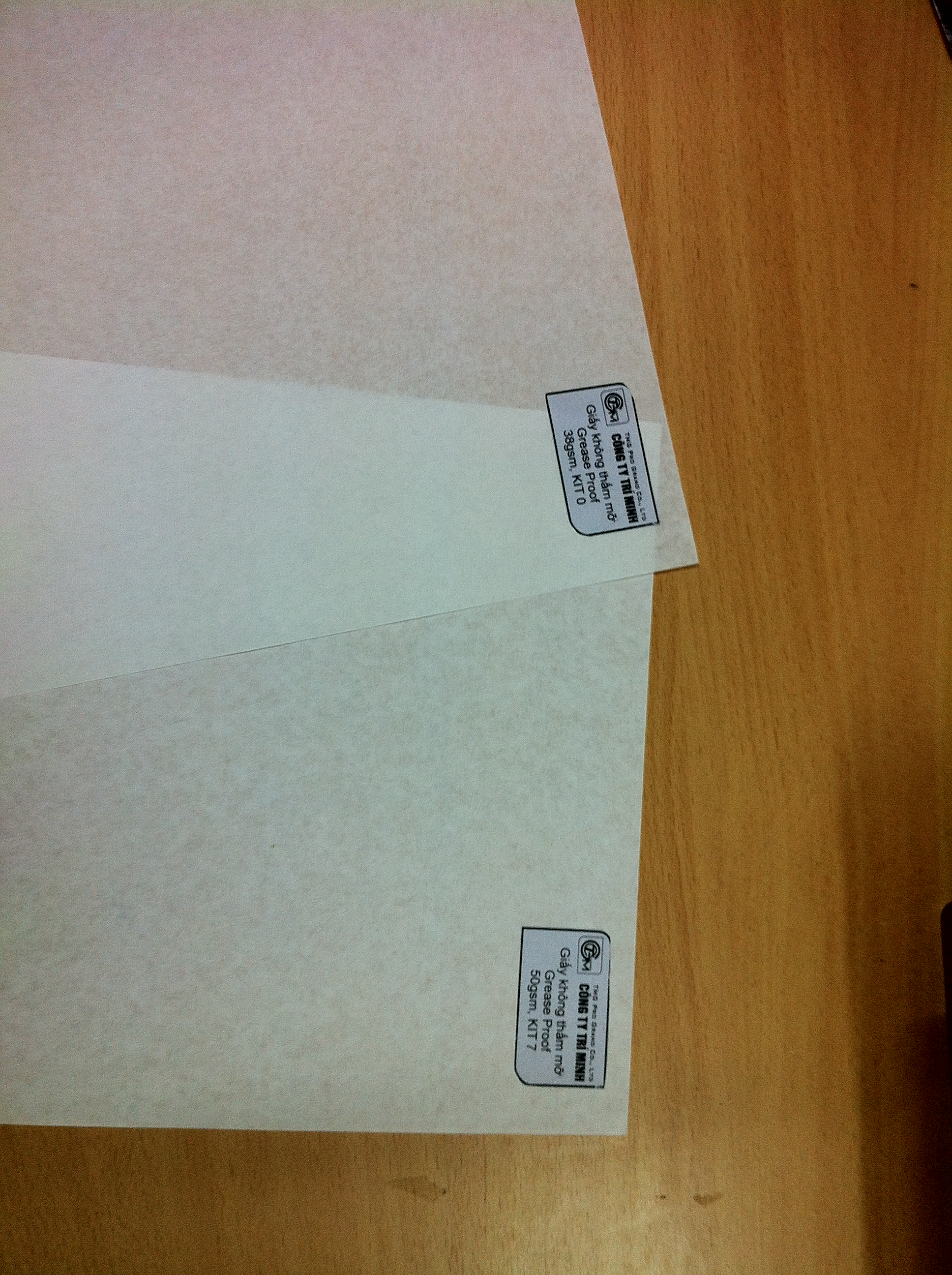
Giấy không thấm dầu mờ TMG

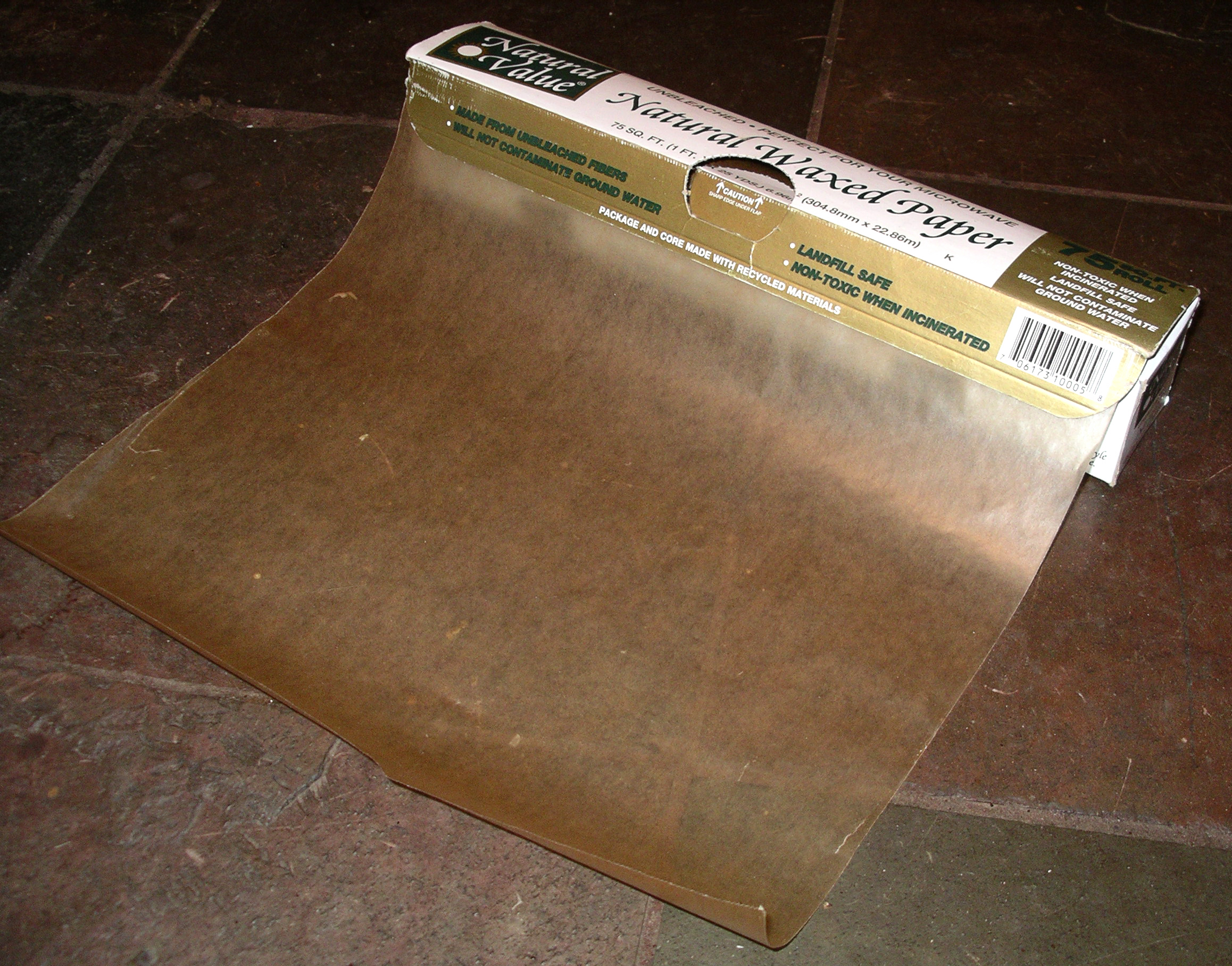
Giấy nến không thấm nước

Giấy không thấm mỡ, giấy chống thấm dầu (giấy simili sunphua hóa) (tiếng Anh: Greaseproof papers hay wax paper) là giấy thu được giản đơn bằng cách thanh lọc đặc biệt bột giấy (thường là bột ngâm bi-sun-phat), các sợi giấy đã được cán nát và được thủy phân bằng cách đập, lâu dài trong nước, thường có dạng trong mờ, không thấm như giấy sunphua hóa nhưng vì lý do giá thành thấp hơn, được dùng nhiều hơn để bao gói các sản phẩm thực phẩm có mỡ. Nó giống như giấy sunphua hóa, nhưng chịu nước kém hơn.
Giấy sunphua hóa và giấy không thấm mỡ, thông thường được dùng làm cho mềm hơn và trong bởi một lớp quét nhẹ glycerol, glucose... trong quá trình hoàn thiện.
Giấy không thấm mỡ khác với giấy sunphua hóa bởi độ bền khi tan trong nước: ngâm nhiều phút thì giấy sunphua hóa tự xé rách khó khăn và chỗ rách lại không có rìa xờm, trong khi giấy không thấm mỡ được xử lý cùng cách như vậy thì tự xé tách dễ dàng và chố rách tua tủa những sợi bị xé.

## Gallery

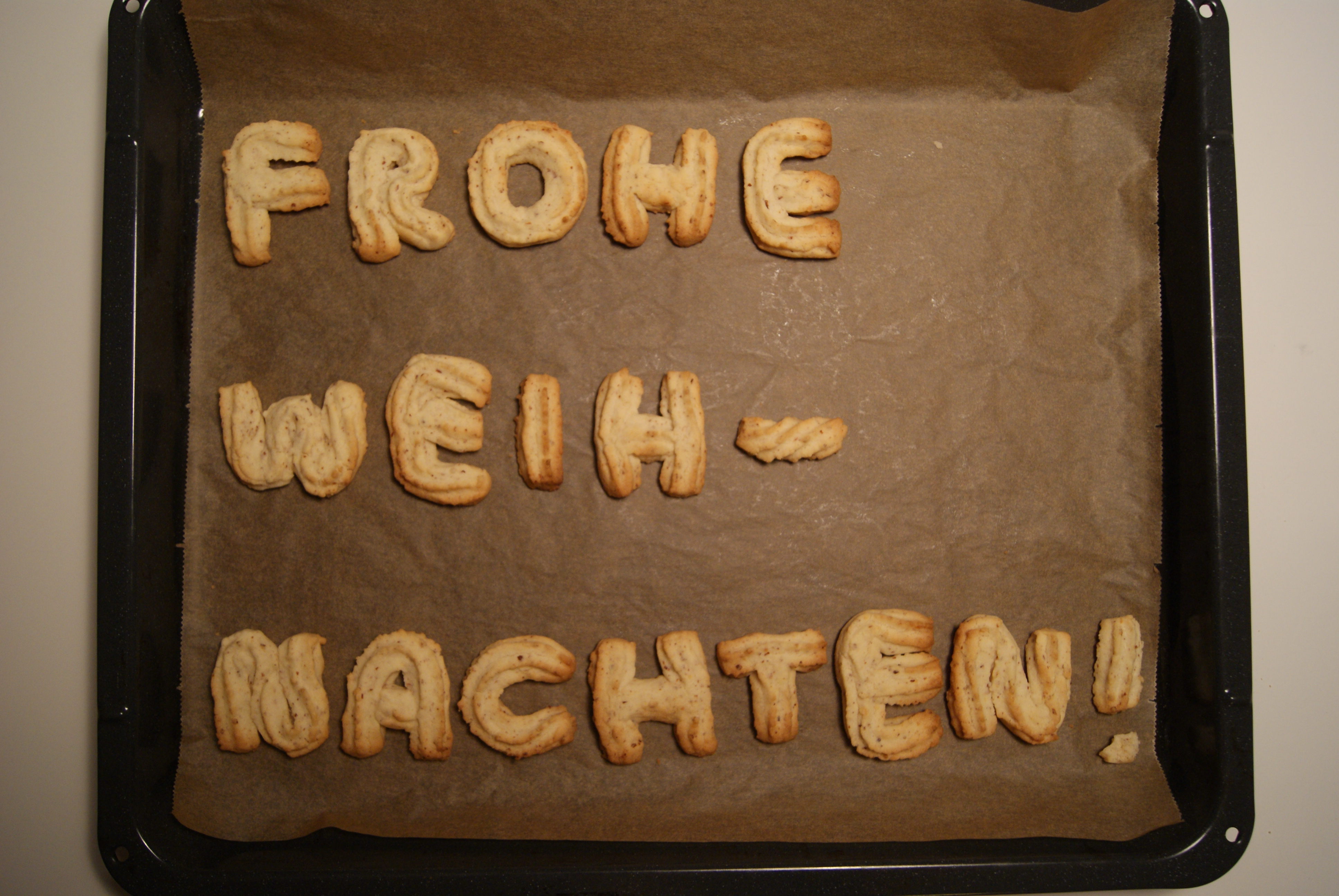
Giấy không thấm mỡ màu nâu
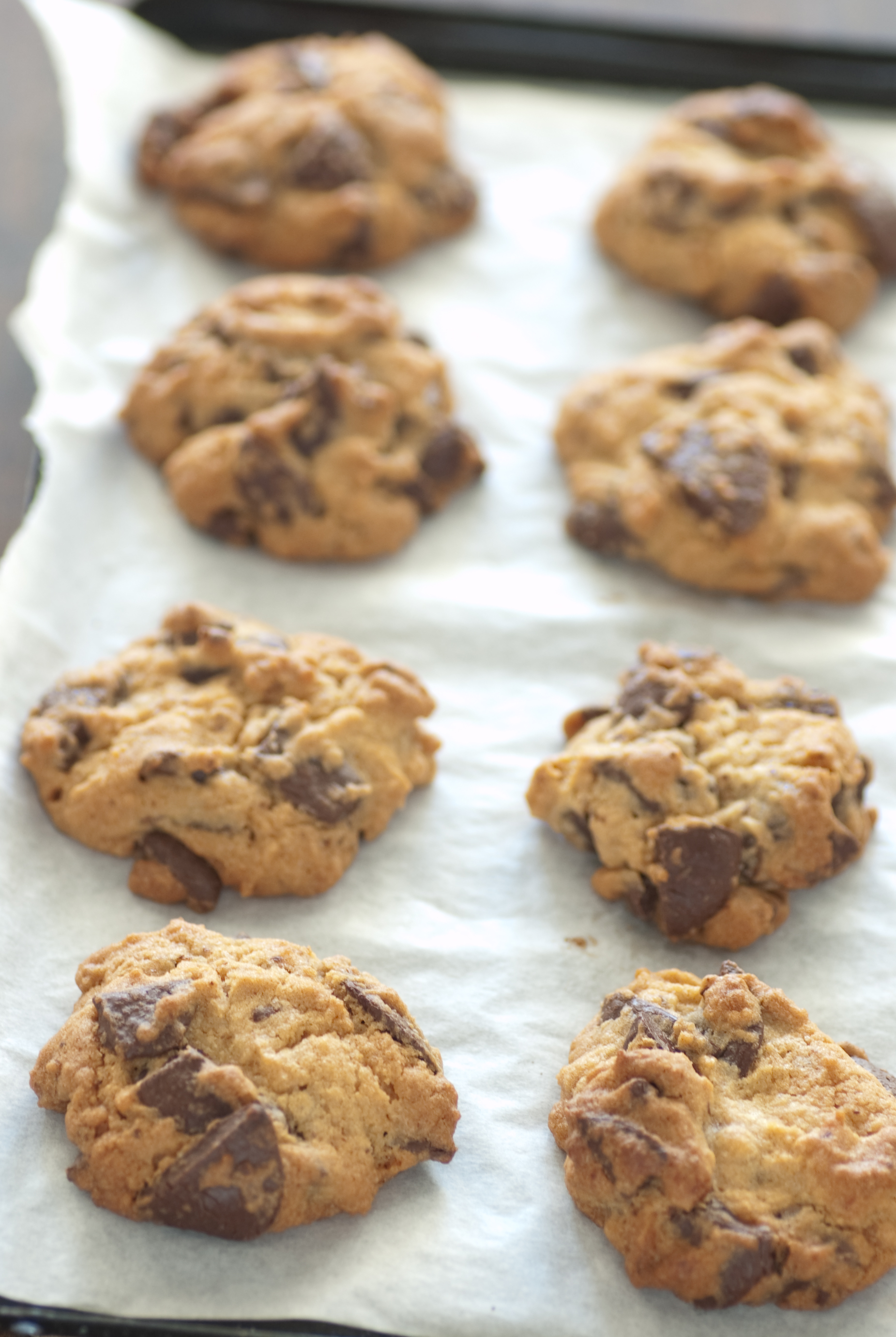
Giấy không thấm mỡ màu trắng và bánh quy sô cô la
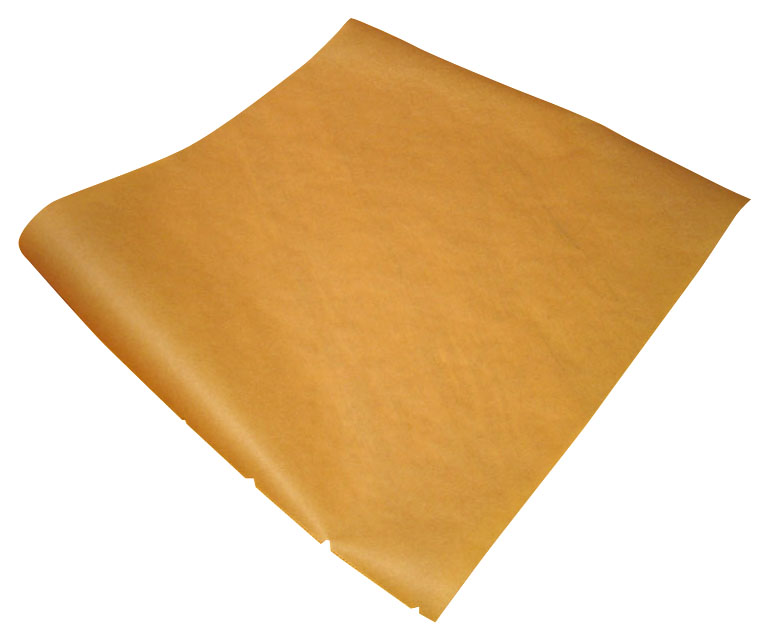
Giấy không thấm mỡ màu vàng
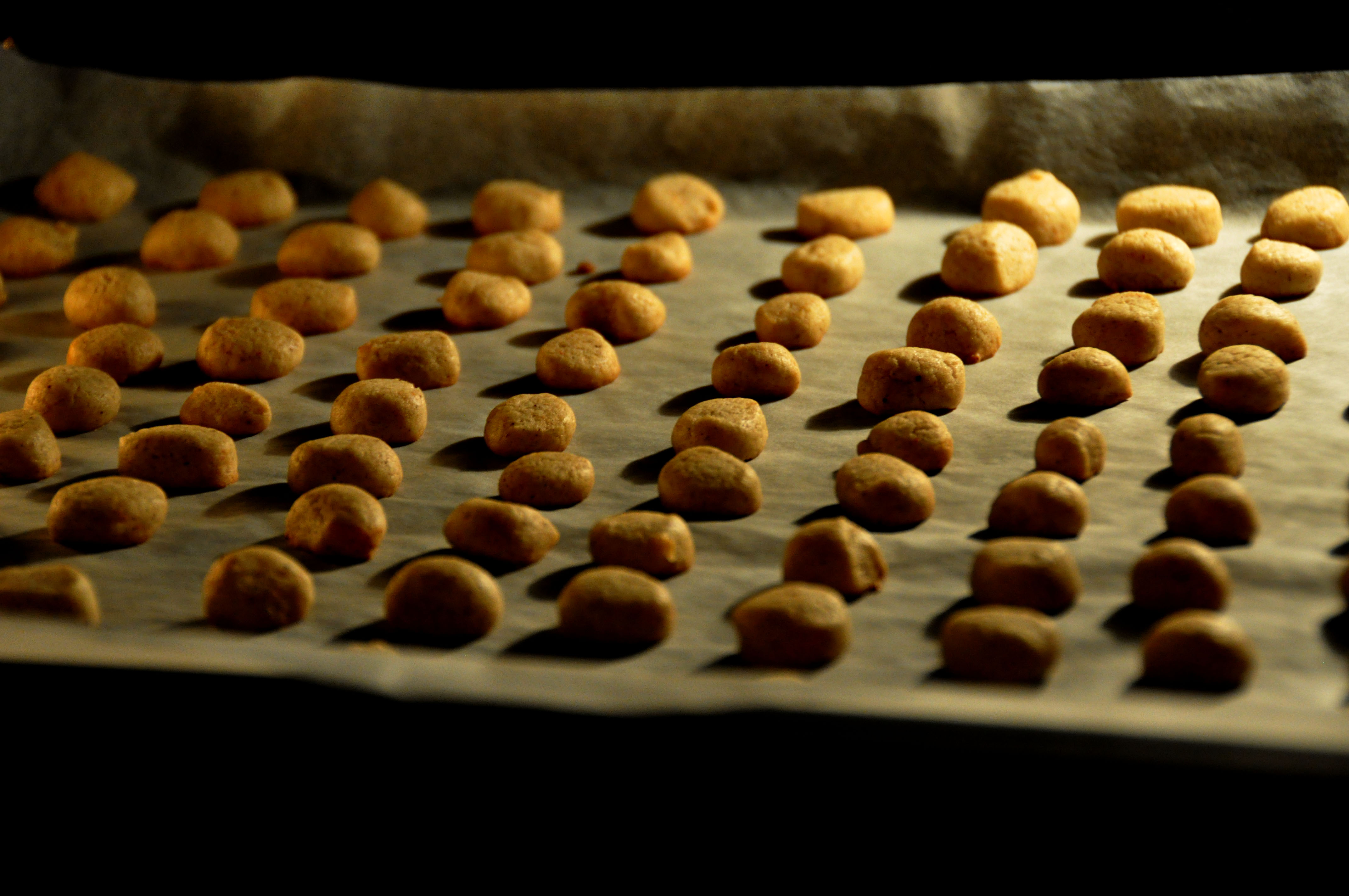
Giấy không thấm mỡ và bánh quy